# Tunézia az 1972. évi nyári olimpiai játékokon
Tunézia az NSZK-beli Münchenben megrendezett 1972. évi nyári olimpiai játékok egyik részt vevő nemzete volt. Az országot az olimpián 5 sportágban 35 sportoló képviselte, akik összesen 1 érmet szereztek.

## Érmesek
| Érem  | Versenyző       | Sportág  | Versenyszám  |
| ----- | --------------- | -------- | ------------ |
| Ezüst | Mohamed Gammudi | Atlétika | Férfi 5000 m |

## Atlétika
Férfi
| Versenyző          | Versenyszám | Előfutam | Előfutam | Előfutam | Elődöntő | Elődöntő | Elődöntő | Döntő         | Döntő         |
| Versenyző          | Versenyszám | Idő      | Hely.    | Össz.    | Idő      | Hely.    | Össz.    | Idő           | Helyezés      |
| ------------------ | ----------- | -------- | -------- | -------- | -------- | -------- | -------- | ------------- | ------------- |
| Mansour Guettaya   | 800 m       | 1:49,4   | 2.       | 29.      | 1:49,8   | 7.       | 21.      | kiesett       | kiesett       |
| Mansour Guettaya   | 1500 m      | 3:43,9   | 5.       | 30.      | kiesett  | kiesett  | kiesett  | kiesett       | kiesett       |
| Mohamed Gammudi    | 5000 m      | 13:49,8  | 1.       | 27.      |          |          |          | 13:27,33      |               |
| Mohamed Gammudi    | 10 000 m    | 27:54,69 | 1.       | 3.       |          |          |          | nem ért célba | nem ért célba |
| Abdel Kader Zaddem | 10 000 m    | 28:14,70 | 4.       | 8.       |          |          |          | 28:18,17      | 8.            |
| Hassan Bergaoui    | 400 m gát   | 53,70    | 7.       | 32.      | kiesett  | kiesett  | kiesett  | kiesett       | kiesett       |

## Birkózás
Kötöttfogású
| Versenyző   | Versenyszám | 1. forduló                       | 2. forduló                       | 3. forduló        | 4. forduló        | 5. forduló        | Döntő             | Helyezés    |
| Versenyző   | Versenyszám | Ellenfél Eredmény                | Ellenfél Eredmény                | Ellenfél Eredmény | Ellenfél Eredmény | Ellenfél Eredmény | Ellenfél Eredmény | Helyezés    |
| ----------- | ----------- | -------------------------------- | -------------------------------- | ----------------- | ----------------- | ----------------- | ----------------- | ----------- |
| Habib Dlimi | 48 kg       | Mohamed Ragheb (EGY) · kétvállas | Rahin Aliabadi (IRI) · kétvállas | kiesett           | kiesett           | kiesett           | kiesett           | helyezetlen |

## Kézilabda
| Tunéziai férfi kézilabdacsapat-játékoskeret | Tunéziai férfi kézilabdacsapat-játékoskeret                                                                                             |
| --- | --- |
| - Ahmed Bechir Bel Hadj - Abderraouf Ben Samir - Moncef Besbes - Rached Boudhina - Taoufik Djemaiel - Aleya Hamrouni - Mounir Jelili - Mohamed Naceur Jelili | - Mohamed Khalladi - Mohamed Klai - Faouzi Ksouri - Moncef Loueslati - Mohamed Sebabti - Amor Sghaier - Abdel Aziz Zaibi - Ridha Zitoun |

### Eredmények
Csoportkör
B csoport
| Csapat              | M | Gy | D | V | G+ | G– | Gk  | P |
| ------------------- | - | -- | - | - | -- | -- | --- | - |
| NDK (GDR)           | 3 | 3  | 0 | 0 | 51 | 32 | +19 | 6 |
| Csehszlovákia (TCH) | 3 | 1  | 1 | 1 | 56 | 40 | +16 | 3 |
| Izland (ISL)        | 3 | 1  | 1 | 1 | 57 | 51 | +6  | 3 |
| Tunézia (TUN)       | 3 | 0  | 0 | 3 | 32 | 73 | –41 | 0 |

| 1972. augusztus 30. | Csehszlovákia (TCH) | 25 – 7 | Tunézia (TUN) |  |
| 1972. augusztus 30. | Beneš 8             | (10–3) | Khalladi 2    |  |
| 1972. augusztus 30. |                     |        |               |  |

| 1972. szeptember 1. | NDK (GDR)               | 21 – 9 | Tunézia (TUN)       |  |
| 1972. szeptember 1. | Ganschow, Lakenmacher 5 | (11–2) | Sebabti, Hamrouni 3 |  |
| 1972. szeptember 1. |                         |        |                     |  |

| 1972. szeptember 3. | Izland (ISL) | 27 – 16 | Tunézia (TUN)   |  |
| 1972. szeptember 3. | Magnússon 7  | (14–7)  | Klai, Sebabti 3 |  |
| 1972. szeptember 3. |              |         |                 |  |

A 13–16. helyért
| 1972. szeptember 7. | Dánia (DEN) | 29 – 21 | Tunézia (TUN) |  |
| 1972. szeptember 7. | Hansen 8    | (11–9)  | Sebabti 8     |  |
| 1972. szeptember 7. |             |         |               |  |

A 15. helyért
| 1972. szeptember 9. | Tunézia (TUN) | 20 – 23 | Spanyolország (ESP) |  |
| 1972. szeptember 9. | Sebabti 9     | (10–11) | Rochel 9            |  |
| 1972. szeptember 9. |               |         |                     |  |

| Csapat        | Helyezés |
| ------------- | -------- |
| Tunézia (TUN) | 16.      |

## Ökölvívás
| Versenyző        | Versenyszám   | Selejtező                  | 32-es főtábla                           | Nyolcaddöntő               | Negyeddöntő                 | Elődöntő          | Döntő             | Helyezés |
| Versenyző        | Versenyszám   | Ellenfél Eredmény          | Ellenfél Eredmény                       | Ellenfél Eredmény          | Ellenfél Eredmény           | Ellenfél Eredmény | Ellenfél Eredmény | Helyezés |
| ---------------- | ------------- | -------------------------- | --------------------------------------- | -------------------------- | --------------------------- | ----------------- | ----------------- | -------- |
| Ali Gharbi       | Légsúly       | erőnyerő                   | Timothy Dement (USA) · 0-5              | kiesett                    | kiesett                     | kiesett           | kiesett           | 17.      |
| Abdel Aziz Hammi | Harmatsúly    | Leopold Agbazo (DAH) · 5-0 | Ko Szenggun (Go Saeng-geun) (KOR) · 0-5 | kiesett                    | kiesett                     | kiesett           | kiesett           | 17.      |
| Mohamed Majeri   | Nagyváltósúly | erőnyerő                   | Issoufou Habou (NIG) · 5-0              | Alan Jenkinson (AUS) · 5-0 | Dieter Kottysch (FRG) · 0-5 | kiesett           | kiesett           | 5.       |

## Röplabda

### Férfi
| Tunéziai férfi röplabdacsapat-játékoskeret                                                                                 | Tunéziai férfi röplabdacsapat-játékoskeret                                                   |
| --- | -------------------------------------------------------------------------------------------- |
| - Oueil Behi Mohamed - Rafik Ben Amor - Hamouda Ben Massaoud - Naceur Ben Othman - Mohamed Ben Sheikh - Moncef Ben Soltane | - Naceur Bounatouf - Abdel Aziz Bousarsar - Abdel Aziz Derbal - Raja Hayder - Samir Lamouchi |

#### Eredmények
Csoportkör
A csoport
|                     |      | Mérkőzések | Mérkőzések | Szettek | Szettek | Szettek | Pontok | Pontok | Pontok |
| Csapat              | Pont | Gy         | V          | Sz+     | Sz–     | SzA     | P+     | P–     | PA     |
| ------------------- | ---- | ---------- | ---------- | ------- | ------- | ------- | ------ | ------ | ------ |
| Szovjetunió (URS)   | 10   | 5          | 0          | 15      | 3       | 5,000   | 257    | 196    | 1,311  |
| Bulgária (BUL)      | 9    | 4          | 1          | 13      | 8       | 1,625   | 294    | 235    | 1,251  |
| Csehszlovákia (TCH) | 8    | 3          | 2          | 11      | 6       | 1,833   | 230    | 205    | 1,122  |
| Dél-Korea (KOR)     | 7    | 2          | 3          | 7       | 10      | 0,700   | 209    | 197    | 1,061  |
| Lengyelország (POL) | 6    | 1          | 4          | 8       | 12      | 0,667   | 237    | 259    | 0,915  |
| Tunézia (TUN)       | 5    | 0          | 5          | 0       | 15      | 0,000   | 90     | 225    | 0,400  |

| 1972. augusztus 27. 10:00 | Tunézia (TUN)       | 0 – 3 | Szovjetunió (URS) |  |
| 1972. augusztus 27. 10:00 | (10–15, 6–15, 4–15) |       |                   |  |

| 1972. augusztus 29. 10:00 | Lengyelország (POL) | 3 – 0 | Tunézia (TUN) |  |
| 1972. augusztus 29. 10:00 | (15–6, 15–11, 15–1) |       |               |  |

| 1972. augusztus 31. 10:00 | Tunézia (TUN)        | 0 – 3 | Csehszlovákia (TCH) |  |
| 1972. augusztus 31. 10:00 | (11–15, 4–15, 10–15) |       |                     |  |

| 1972. szeptember 2. 10:00 | Dél-Korea (KOR)    | 3 – 0 | Tunézia (TUN) |  |
| 1972. szeptember 2. 10:00 | (15–1, 15–3, 15–1) |       |               |  |

| 1972. szeptember 5. 9:00 | Tunézia (TUN)       | 0 – 3 | Bulgária (BUL) |  |
| 1972. szeptember 5. 9:00 | (10–15, 5–15, 7–15) |       |                |  |

A 11. helyért
| 1972. szeptember 8. 21:00 | Tunézia (TUN)             | 1 – 3 | NSZK (FRG) |  |
| 1972. szeptember 8. 21:00 | (5–15, 16–14, 4–15, 9–15) |       |            |  |

| Csapat        | Helyezés |
| ------------- | -------- |
| Tunézia (TUN) | 12.      |